# Serra San Quirico
Serra San Quirico – miejscowość i gmina we Włoszech, w regionie Marche, w prowincji Ankona.
Według danych na styczeń 2010 gminę zamieszkiwało 3058 osób przy gęstości zaludnienia 62,3 os./1 km².